# Рембрандт ван Рейн
Рéмбрандт Га́рменсзон ван Рейн (нід. Rembrandt Harmenszoon van Rijn, МФА: [ˈrɛmbrɑnt ˈɦɑrmənsoːn vɑn ˈrɛin]; 15 липня 1606 (або 1607) — 4 жовтня 1669) — нідерландський художник, гравер, великий майстер світлотіні, найбільший представник золотого століття голландського живопису. Він зумів втілити у своїх творах весь спектр людських переживань з такою емоційною насиченістю, якою до нього не знало образотворче мистецтво. Роботи Рембрандта, надзвичайно різноманітні за жанрової приналежності, відкривають глядачеві позачасовий духовний світ людських переживань і почуттів.

## Біографія

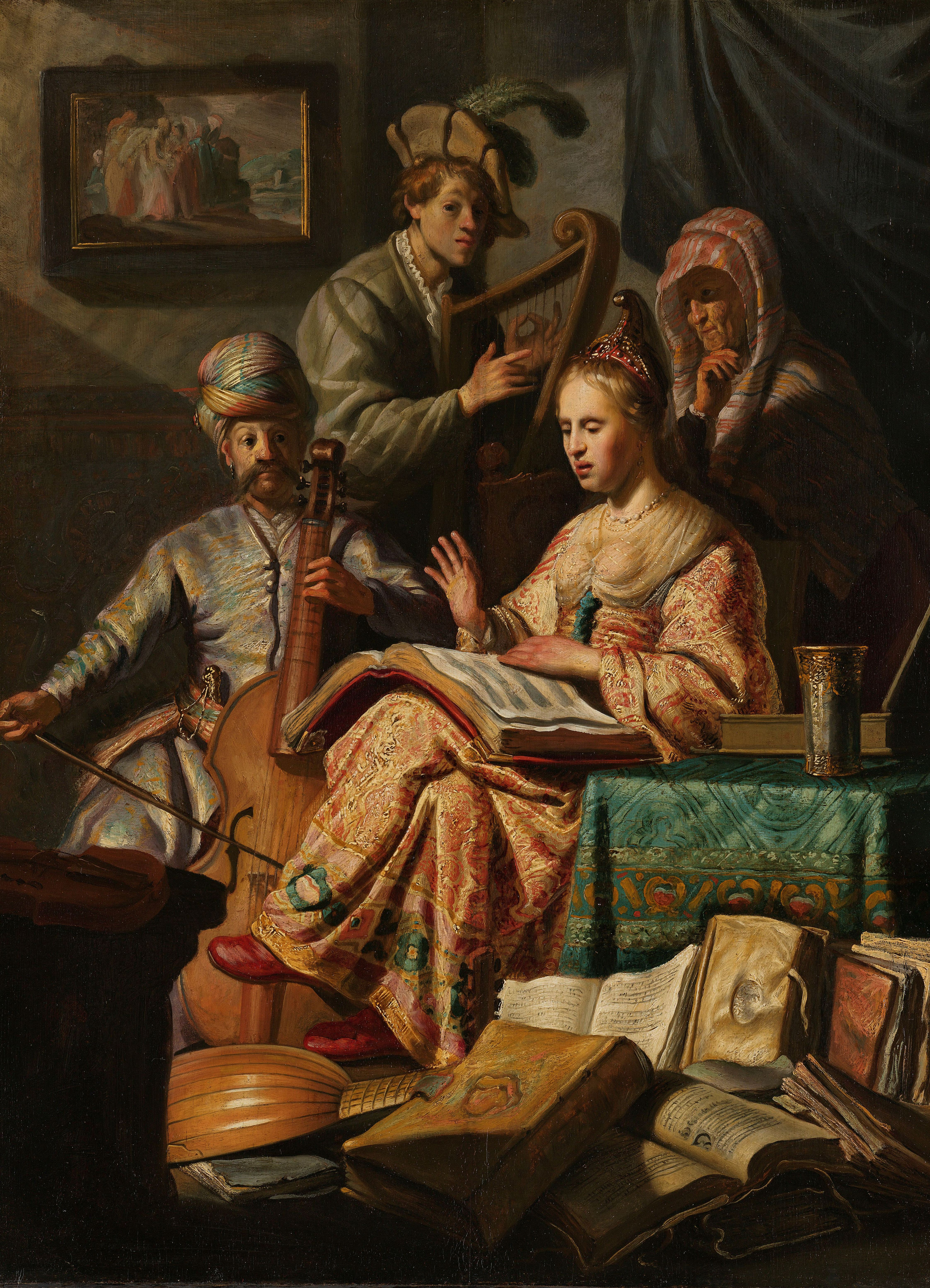
«Алегорія музики» 1626 року — приклад ластманівського впливу на юного Рембрандта.

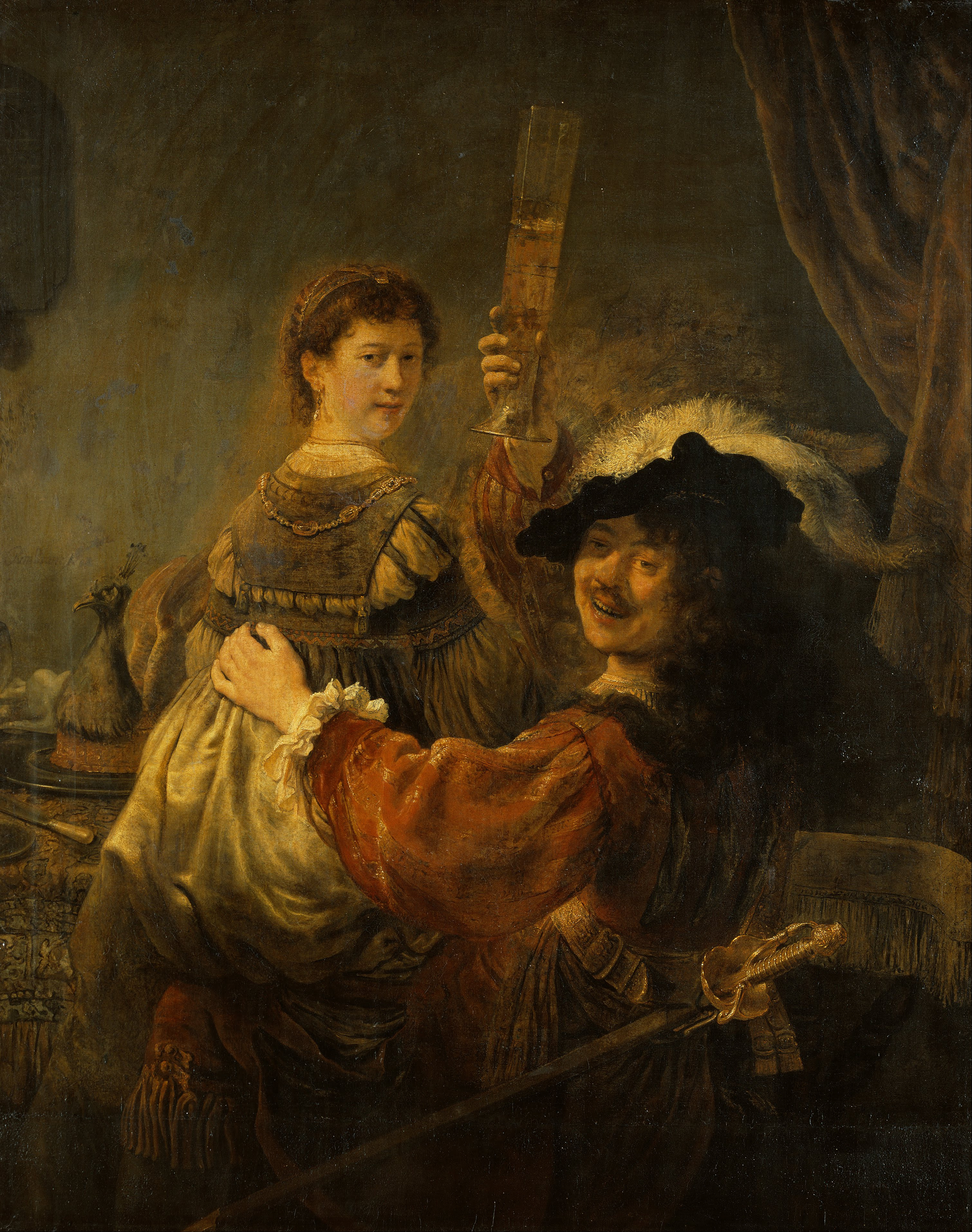
Галерея старих майстрів, Дрезден, Автопортрет із Саскією на своїх колінах (1636)

Рембрандт. «Нічна варта», Рейксмузей (1642)

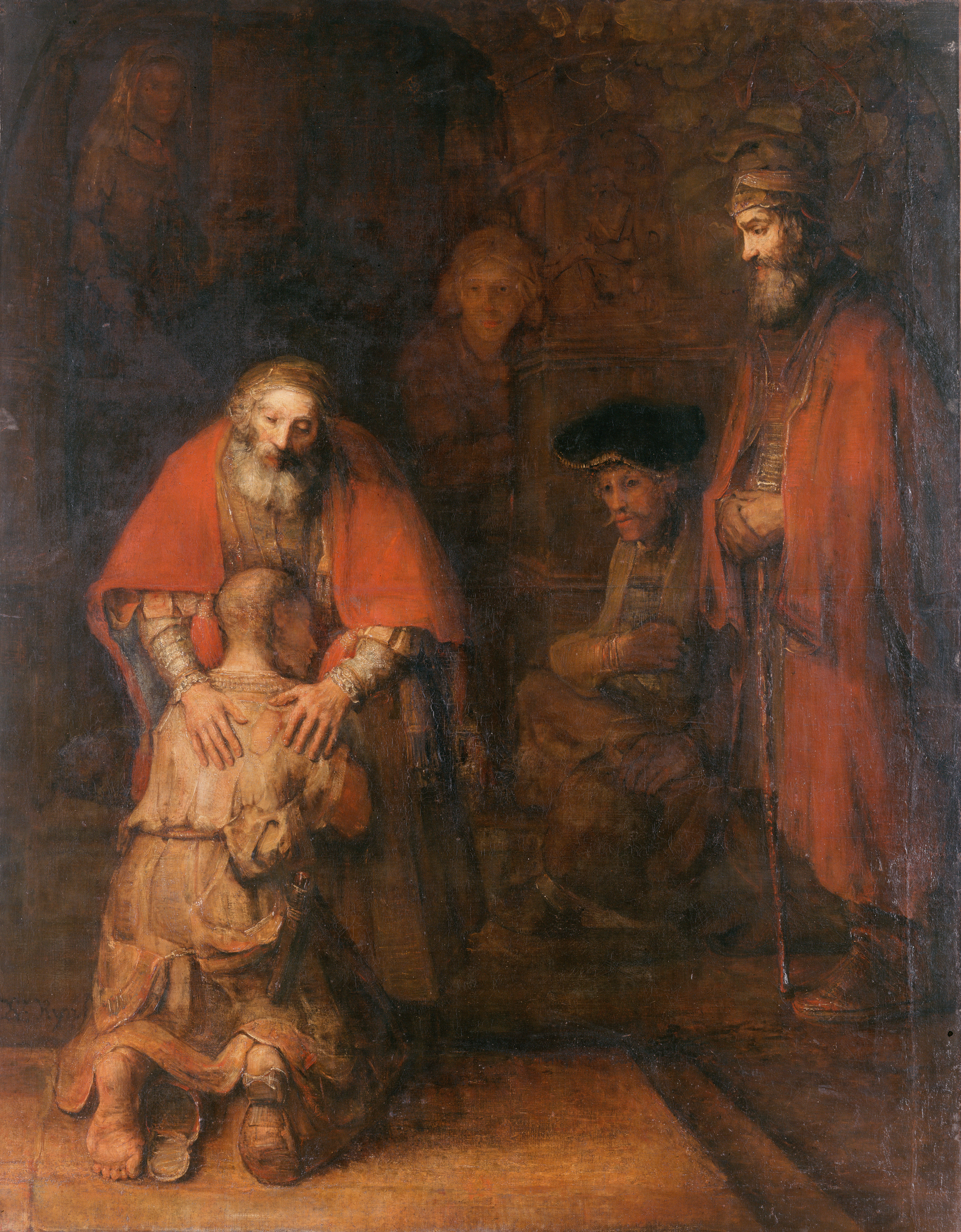
«Повернення блудного сина» (близько 1666-69, Ермітаж)

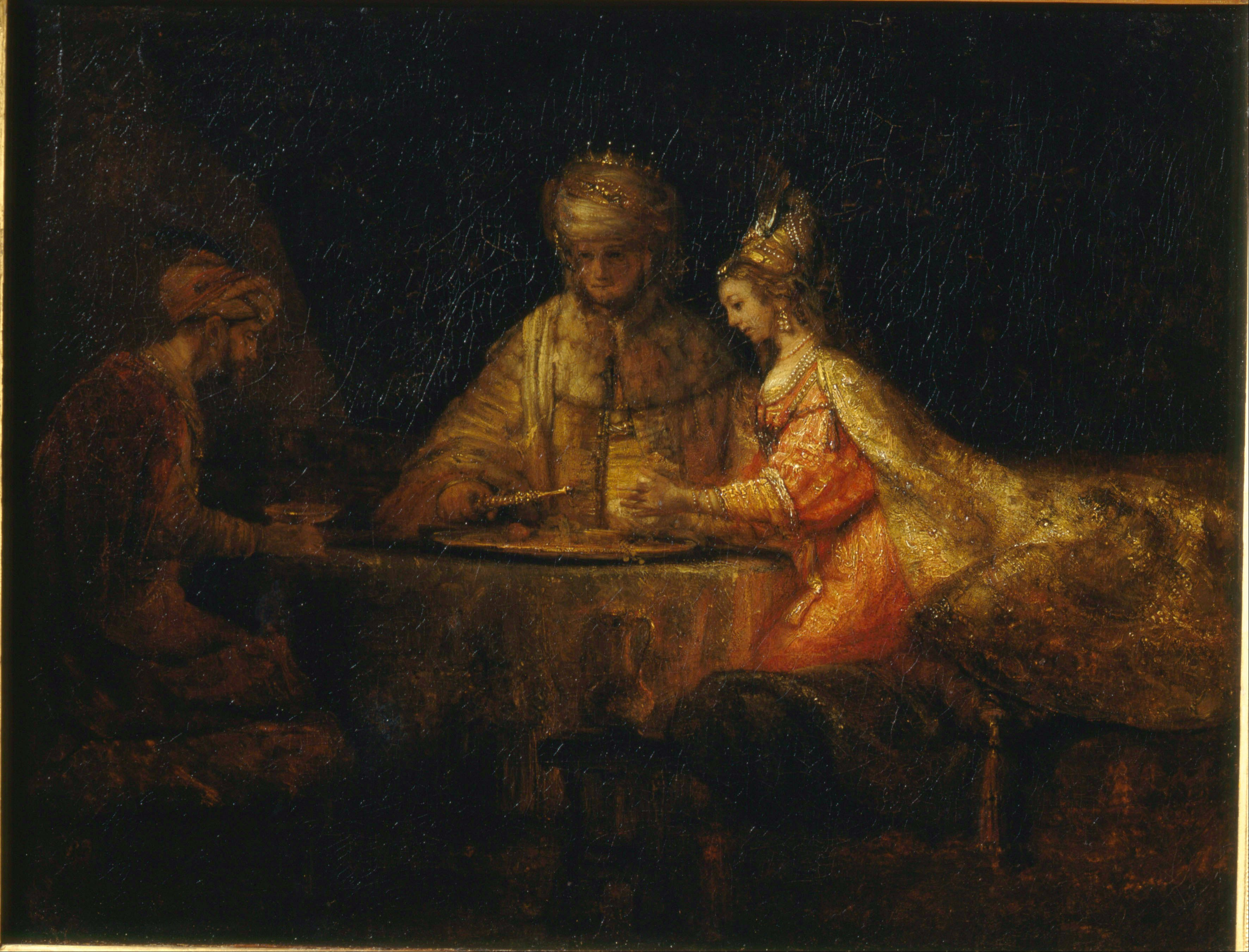
«Артаксеркс, Аман і Есфір» (1660)

### Роки навчання
Рембрандт Гарменсзон («син Гарменса») ван Рейн народився 15 липня 1606 року (за деякими даними, у 1607 році) в багатодітній родині заможного власника млина Гармена Геррітсзона ван Рейна в Лейдені. За даними нідерландських дослідників, родина матері залишилась у лоні католицької церкви, хоча після Нідерландської революції в країні домінував протестантизм.
З чотирьох років юний Рембрандт відвідував престижну латинську школу при Лейденському університеті, у якій найбільший інтерес проявляв до живопису. У 13 років його віддали вчитися образотворчому мистецтву до лейденського історичного живописця Якоба ван Сваненбурха, католика по вірі. Рембрандтівських робіт цього періоду дослідники не виявили, і питання про вплив Сваненбурха на становлення його творчої манери залишається відкритим: занадто мало відомо сьогодні про цього художника.
У 1623 році Рембрандт продовжив художнє навчання в Амстердамі у майстра історичного живопису Пітера Ластмана, який пройшов стажування в Італії та спеціалізувався на історичних, міфологічних і біблійних сюжетах (одна з картин Пітера Ластмана перебувала в колекції українського мистецтвознавця Василя Щавинського, нині знаходиться в Ермітажі).
1627 року Рембрандт повернувся до рідного міста й разом з товаришем Яном Лівенсом влаштував власну майстерню на даху батьківського дому в Лейдені. Згодом майстерня здобула значну популярність.

### Перші кроки
Рембрандт узявся за розробку біблійних сюжетів, пише перші портрети, є навіть один морський пейзаж («Концерт» 1626 рік, «Св. Стефана забивають камінням» 1629, «Христос в Емаусі», «Морський пейзаж» 1630, «Автопортрет біля мольберта» 1628). Рембрандта помітили багаті меценати. Константин Гюйгенс, тоді секретар принца Оранського, зробив молодому художнику замовлення на картини для свого господаря. На цьому етапі Рембрандт самостійно розпочав вивчення художніх творів доби бароко, а також захопився творчістю фламандського живописця Рубенса.

### Амстердам
У 1631 році Рембрандт залишив майстерню в Лейдені та переїхав до Амстердаму. Через рік Ян Лівенс зачинив майстерню й виїхав на заробітки до Англії. Шляхи друзів розійшлися.
В Амстердамі Рембрандт створив багато портретів. У творчості того часу присутні релігійні сюжети («Пророк Єремія» 1630 рік, Рейксмузей). Дві картини релігійного сюжету Рембрандт написав на замовлення штатгальтера Фредеріка Гендріка Оранського («Воздвиження хреста», «Зняття Христа з хреста»). У творах відчутний вплив барокових гравюр Пітера Пауля Рубенса.
Груповий портрет «Урок анатомії доктора Тюльпа» (1632 рік) приніс художнику успіх.
1634 року Рембрандт узяв шлюб із Саскією ван Ейленбюрх, дочкою бургомістра міста Леуварден. Завдяки вдалому шлюбу художник увійшов до кола заможних людей. Тепер Рембрандт ледь встигав писати портрети. З'явилися великі гроші, тож він купив оселю в Амстердамі. Там же влаштував майстерню і почав збирати витвори мистецтв (гравюри, картини іноземних майстрів, зброю, музичні інструменти, рідкісний одяг та екзотичні заморські речі). У цей період з'явилося і декілька його шедеврів («Автопортрет з Саскією на своїх колінах», 1636 рік).
Вважають тепер шедевром і велике полотно «Нічна варта». Та в рік появи картина викликала скандал. Адже 16 офіцерів внесли по 100 гульденів за право бути рівними серед рівних та трохи рівнішими за інших. Зазвичай стрільців малювали за бенкетом. Рембрандт представив їх як варту, що йде у похід.
У 1640 році померла мати Рембрандта Корнелія. У дитячому віці померло троє дітей подружжя Рембрандта та Саскії. У 1641 році народився син Тітус. А через рік померла Саскія.
Через деякий час після смерті дружини багато галасу створив роман Рембрандта з коханкою Гертьє Діркс. Діло дійшло до суду і нового скандалу. Взяти новий шлюб художнику заважав заповіт першої дружини, яка забороняла чоловіку користуватися своїм майном якщо відбудеться другий шлюб. Це стало перешкодою і для шлюбу з 20-літньою служницею Гендрік'є Стофельс.
Під час роману художник створив багато портретів коханки, які стали вершиною творів митця («Гендрік'є», 1654 рік, Лувр, Париж; «Гендрік'є входить у воду», 1654, Лондон, Національна галерея; «Купання Вірсавії» 1654, Лувр). На рівні з найкращими портретами світу ставлять «Портрет Хендрік'є біля вікна» (Берлін).
Гендрік'є народила художнику дочку Корнелію і прожила з ним 10 років.

### Банкрутство Рембрандта
Власний дім в Амстердамі Рембрандт купив із правом сплати грошей за шість років. Після восьмирічного терміну художник багато заборгував усім та не зміг сплатити борг за будинок. Майно художника описали судові пристави і продали на публічному аукціоні. Опис речей художника зберегли. У ньому перелік від «брудного спіднього, що треба прати» до картин митців Італії, Німеччини, Фландрії, книжок, гравюр та великий шолом. Майно, нажите за кілька років, продали за 6 тисяч флоринів. Прикраса (один золотий ланцюжок) коштувала 750 флоринів. Усе майно Рембрандта продали як сім золотих ланцюжків.
Після цього Рембрандт переїхав до бідної оселі на околиці. Аби менше платити за місце на цвинтарі, переніс ближче до дому й могилу покійної Саскії. Лише на твори мистецтва та на їжу він не жалкував грошей. Дійшло до опіки над батьком, що виконував тепер син.
Відмінна риса рембрандтівскої творчості 1650-х — ясність і монументальність крупнофігурних композицій. Характерна в цьому відношенні робота «Аристотель з бюстом Гомера», виконана в 1653 році для сицилійського аристократа Антоніо Руффо і продана в 1961 році його спадкоємцями на аукціоні Метрополітен-музею за рекордну на той момент суму — понад два мільйона доларів.
Якщо на полотнах 1650-х років число фігур ніколи не перевищувало трьох, то в останнє десятиліття свого життя Рембрандт повернувся до створення багатофігурних композицій. У двох випадках це були великі й престижні замовлення. Монументальна героїчна картина «Змова Юлія Цивіліса» (1661 рік) створювалася для нової Амстердамської ратуші, але з якихось причин не задовольнила замовників і не була оплачена. Фрагмент картини, що зберігся в Стокгольмі, вражає суворим реалізмом і несподіваними спалахами світлих фарб на тлі навколишньої темряви. Груповий портрет «Повірені гільдії сукнарів» (1662 рік), незважаючи на природність поз, жвавість міміки і спаяність композиційного рішення, являє собою крок назад порівняно з безкомпромісним натуралізмом «Нічного дозору». Проте всі вимоги замовників були виконані.
Останні два десятиліття життя Рембрандта стали вершиною його майстерності як портретиста. Моделями виступали не тільки товариші художника (Ніколас Брейнінг, 1652 рік; Герард де Лересс, 1665; Йереміас де Деккер, 1666), але й невідомі солдати та старі люди. Їхні обличчя і руки осяяні внутрішнім духовним світлом. Внутрішню еволюцію художника передала низка автопортретів, що розкриває глядачеві світ його таємних переживань.

### Останні роки
1663 року померла Гендрік'є. 1668 року помер син Тітус. Останньою втіхою старого стала 14-літня дочка від Гендрік'є, Корнелія, яку назвали на честь матері Рембрандта. Смерть прийшла до нього 4 жовтня 1669 року. Поховали на цвинтарі для бідних. Могила не збережена. Лише на стовпі є табличка, що саме тут знайшов свій останній спокій один з найдорожчих художників світу.

## Творчий доробок
З 1629 до 1669 року майстер написав близько 60 автопортретів. Спадок майстра близько 600 картин, 300 офортів, 2000 малюнків.

### Аналіз деяких творів
Рембрандт писав портрети родичів, близьких та друзів (портрет Я. Сікса, 1654 рік, аб. Сікса, Амстердам; братової дружини, 1654, Музей образотворчого мист. ім. Пушкіна, Москва) Рембрандт перетворював на психологічні етюди або жанрові й міфологічні картини («Автопортрет з Саскією», близько 1634 — 35 років, Дрезденська картинна галерея; «Флора», 1634, Ермітаж, Ленінград; «Ветсавія», 1654, Лувр, Париж). Євангельські сюжети часто трактував як сцени з життя народу («Притча про робітників на винограднику», 1637; «Свята родина», 1645, — обидві в Ермітажі). Йдучи з життєвих спостережень, Рембрандт досяг високих митецьких узагальнень, які зберігають за його шедеврами значення неминущих цінностей («Вечеря в Еммаусі», Лувр, «Даная», 1636, Ермітаж;«Зречення Апостола Петра» Амстердам, «Ассур, Аман і Есфір», 1660, Музей образотворчих мистецтв ім. Пушкіна; «Яків благословляє синів Йосипа» Кассель, «Єврейська наречена» Амстердам, «Повернення блудного сина», близько 1668-69, Ермітаж). Улюбленим засобом моделювання образів стало застосування ефектів світлотіні, її нюансів та контрастів, за допомогою яких він досягав великої матеріальності та спрямовував увагу глядача на найголовніше в композиції. Стримана золотаво-червона гама, лаконічний малюнок і мерехтіння світла надавали живописній манері Рембрандта специфічності та емоційної виразності. Рембрандт зробив великий внесок у розвиток світового реалістичного мистецтва.

### Вплив на культуру
Провідні музеї світу пишаються картинами Рембрандта в своїх колекціях — Лувр, Метрополітен у Нью-Йорку, Кассель, Мадрид, Берлін, Національна галерея в Лондоні, Амстердам, Петербург, Стокгольм, Дрезден.
Визначним явищем у театрі стала п'єса Дмитра Кедріна (1907—1945 роки) «Рембрандт» (за віршованою поемою 1940 р.).
Впливу Рембрандта зазнало й українське мистецтво починаючи з кінця XVII сторіччя (портрети Тимоша Хмельницького та його дружини Розандри, Львівський історичний музей; козацького полковника Солонини, не зберігся). Тараса Шевченка називали «українським Рембрандтом» за темні фарби. Його захоплювало і «рембрандтівське освітлення», і блискуча техніка офортів, які він дбайливо копіював (офортна копія з олійної картини Рембрандта «Притчі про робітників на винограднику», замальовки окремих постатей з офорту Рембрандта «Смерть Марії»).

## Музейні колекції
Найбільш значні колекції творів Рембрандта знаходяться в зібраннях наступних музеїв: Рейксмузей (Амсетрдам), включаючи полотна «Нічна варта» і «Єврейська наречена», Мауріцгейс (Гаага), Ермітаж (Санкт-Петербург), Національна галерея (Лондон), Берлінська картинна галерея, Дрезденська картинна галерея, Лувр (Париж), Національний музей Швеції (Стокгольм), а також у містах Нью-Йорк і Кассель. У будинку-музеї Рембрандта в Амстердамі експонується велика кількість гравюр художника.

## Майстерня
Відомо, що Рембрандт утримував велику майстерню і мав багато учнів та помічників. Його слава була такою, що поважні особи, відвідуючи Амстердам, прагнули купити його картини, і він би з радістю виконував власноруч стільки замовлень, якби міг. Список учнів Рембрандта періодів у Лейдені і Амстердамі, досить великий, переважно з тієї причини, що його вплив на художників, які його оточували, був настільки значний, що часто складно визначити, працював той чи інший художник у його майстерні чи лише копіював стиль для клієнтів, які хотіли придбати Рембрандта. Серед його учнів були: Фердинанд Боль, Адріан Брауер, Герард Доу, Віллем Дрост, Гейман Дюлларт, Ґербранд ван ден Екгоут, Карел Фабріциус, Говерт Флінк, Гендрік Фромантью, Арент де Ґелдер, Самюел Діркс ван Гоґстратен, Абрахам Янсенс, Годфрі Кнеллер, Філіпс Конінк, Якоб Левек, Ніколас Мас, Юрґен Овенс, Ян Вікторс, Якоб Баккер та ін.

## Твори майстерні Рембрандта в українських музеях
Живописні твори майстерні Рембрандта знаходяться у Національному музеї мистецтв імені Богдана та Варвари Ханенків.
«Портрет вельможного чоловіка у східному вбранні» або як його раніше називали «Вельможний слов'янин»(бл. 1630-і рр.) перебуває у колекції музею Ханенків. У цій картині виразно передані особливості художньої манери Рембрандта: жива та рухлива світлотінь. Авторство портрета приписують одному з учнів Рембрандта. Уже на початку 30-хх рр. XVII ст. у майстерні Рембрандта навчалися такі в майбутньому відомі художники, як Якоб Баккер, Говерт Флінк, Фердинанд Боль та ін.
Ця картина є копією, написаною з оригіналу (підписаним та датованим самим Рембрандтом), який наразі зберігається у Музею Метрополітен у Нью-Йорку.Оригінал «Портрету вельможного чоловіка у східному вбранні» був створений молодим Рембрандтом у 1632 році невдовзі після його переїзду до Амстердаму. У свій ранній творчий період митець шукав власну манеру зображення портрету та, зокрема, передачі психологічного стану людини. Саме тоді він неодноразово звертався до театралізованих зображень, використовуючи дорогоцінні костюми та декорації.
У порівнянні з оригіналом, ханенківський «Портрет вельможного чоловіка у східному вбранні» дещо зменшено у розмірі та форматі: зображення погрудне, а не поколінне. Київський колекціонер творів мистецтва Богдан Ханенко придбав портрет у Москві, викупивши його з іншими картинами після побіжного огляду «звалених без розбору» картин на горищі оселі купця та власника кінних заводів М. П. Малютіна.
«Портрет жінки у намисті з перлів»(1630 — 40-і рр.) також перебуває у колекції музею Ханенків і був придбаний Богданом Ханенком тоді, коли і «Портрет вельможного чоловіка у східному вбранні».
У різні часи цей жіночий портрет приписували то одному, то іншому учню Рембрандта, серед них: Якобу Баккеру(1608—1651 рр.) та Пітеру де Гребберу (бл. 1600—1653 рр.).
Цей невеликий за розміром портрет (23.2 х 19.2 см) вирізняється настільки високою художньою якістю та типовою «рембрандтівською» манерою виконання, що Богдан Ханенко разом зі знавцями голландського живопису вважав картину власноручним твором Рембрандта. Окрім цього, у верхньому лівому кутку портрета виразно прочитується монограма майстра. Однак пізніші дослідження атрибуції портрета спростовують авторство Рембрандта, а монограму можна пояснити тодішньою традицією: голова майстерні власноруч підписував твори своїй учнів, доки вони не отримували офіційного звання самостійних художників.
Єдиною в Україні картиною, авторство якої донедавна приписували безпосередньо Рембрандту був «Жіночий портрет» зі збірки Дніпровського художнього музею. Ще донедавна цей портрет вважався ймовірним твором власне Рембрандта. Згідно з фондовими записами, у музей картина потрапила у 1967 році, коли була придбана в однієї відвідувачки за копійки. Стан картини тоді був у жахливому стані: дошка була розколота на дві частини, а малюнок ледь видно. Аж у 1976 році картину відреставрували, а у верхньому правому кутку виявили напис «Рембрандт, 1630 р.».
Лише у 2006 році картину виставили на широкий загал у виставковій залі. Тоді портретом зацікавились нідерландські спеціалісти, але для остаточного встановлення авторства була необхідна фізико-хімічна експертиза, на яку музей певний час збирав кошти. Врешті-решт кілька експертиз було проведено у Києві, після яких, як повідомила на прес-конференції директор музею Тетяна Шапаренко, було встановлено, що робота належить пензлю невідомого західноєвропейського художника ХІХ століття. Наразі портрет ще очікують подальші лабораторні дослідження та мистецтвознавчі експертизи.
Можна припустити, що цей портрет є копією з втраченої картини Рембрандта або представника його кола. Безсумнівно те, що художник картини наслідував авторську манеру великого майстра Рембрандта.

## Проблеми атрибуції

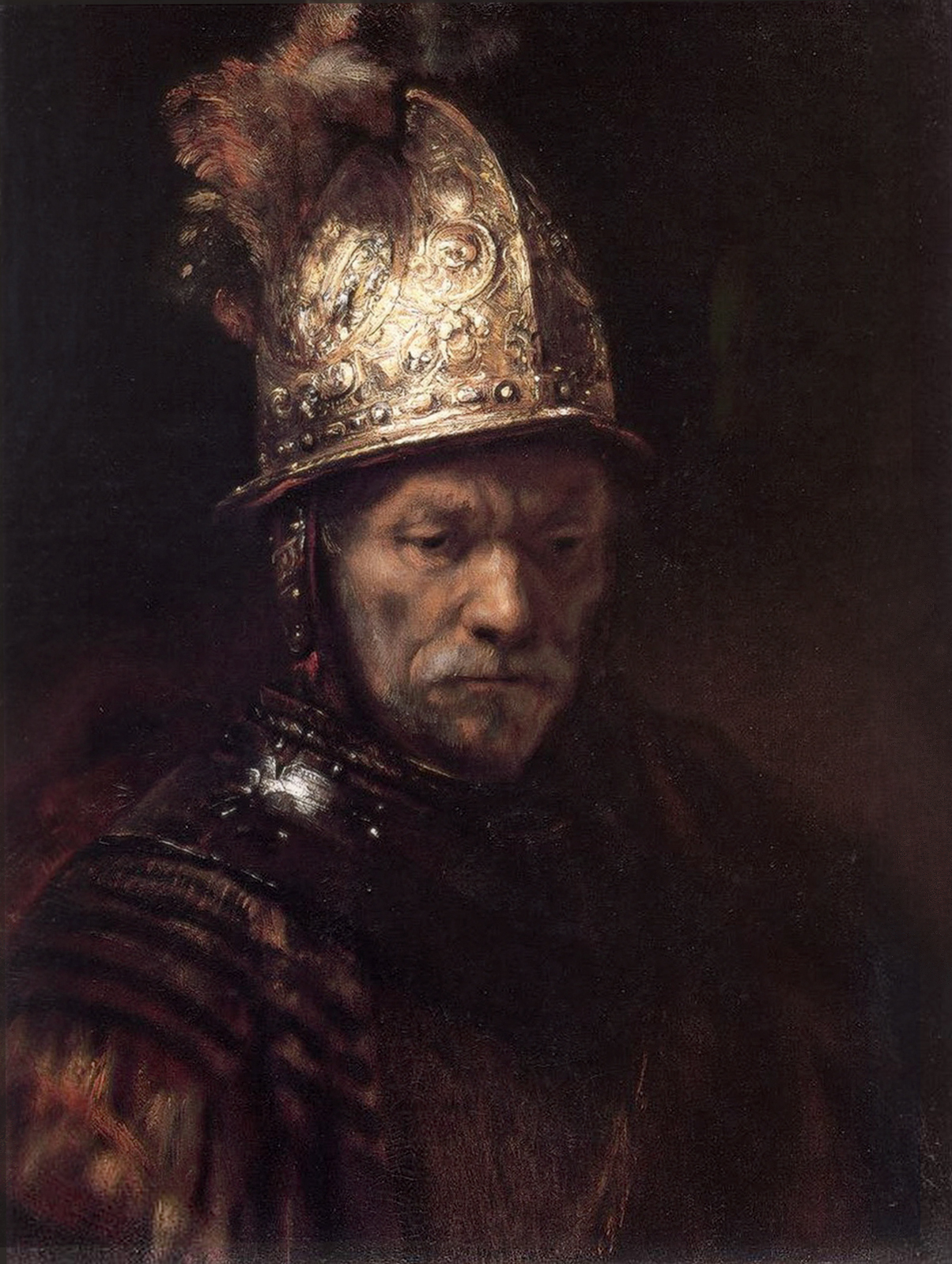
Чоловік у золотому шоломі, Берлінська картинна галерея, раніше один з найбільш відомих рембрандтівських портретів, тепер вже не атрибутується майстру.

Однією з нерозв'язних проблем для дослідника творчості Рембрандта до останнього часу залишалося величезне число копій і реплік з його полотен, які з незапам'ятних часів проходили в каталогах під його ім'ям. Приміром, відомо десять версій картини «Юда повертає тридцать срібняків», які неможливо однозначно атрибутувати певному художнику.
У 1968 році в Амстердамі розпочав роботу «Дослідницький проєкт Рембрандт», метою якого було складення перевіреного реєстру творів Рембрандта з використанням найсучасніших методів атрибуції. За роки роботи проєкту число атрибутованих Рембрандту полотен скоротилось до 350 одиниць, тоді як на початок XX століття вважалось, що його пензлю належать близько 800 картин. Наприклад, з 12 картин, які експонувались у Зібранні Воллеса під ім'ям великого художника, проєкт підтвердив авторство Рембранта тільки одній. Успіх проєкту спонукав учених до подібних досліджень спадку інших художників, зокрема, Тіціана.
У 2011 році розпочали експертизу єдиної в Україні картини, автором якої досі вважали Рембрандта. Це «Жіночий портрет» зі збірки Дніпропетровського художнього музею, підписаний іменем «Рембрандт» і датований 1632 роком. Експертиза спростувала авторство Рембрандта і встановила, що робота належить пензлю невідомого західноєвропейського художника XIX століття.

## Цікаві факти
На початку грудня 2023 року, відповідно повідомлення телерадіокомпанії CNN, картину «Поклоніння королів», яку лише два роки тому оцінили в $15 тисяч, продали на аукціоні Sothebyʼs за майже $14 мільйонів. Виявилося, що зазначена робота, яку раніше помилково приписували учню Рембрандта, написав сам Рембрандт наприкінці 1620-х років.

## Вибрані твори
Цей список містить 27 робіт Рембрандта, які утворюють найбільш репрезентативну добірку його творчості. Вибір заснований на книзі Майкла Кітсона «Рембрандт», опублікованій в 2007 році видавництвом Phaidon Press в Нью-Йорку.
| Зображення | Назва                                    | Датування | Розміри, матеріал             | Колекція                               |
| ---------- | ---------------------------------------- | --------- | ----------------------------- | -------------------------------------- |
|            | Побиття камінням святого Стефана         | 1625      | 89,5×123,6 см, дерево, олія   | Ліонський музей красних мистецтв, Ліон |
|            | Товит підозрює дружину в крадіжці        | 1626      | 39,5×30 см, дерево, олія      | Державний музей, Амстердам             |
|            | Валаам і ослиця                          | 1626      | 65×47 см, дерево, олія        | Малий палац, Париж                     |
|            | Похвала Симеона                          | 1631      | 61×48 см, дерево, олія        | Мауріцгейс, Гаага                      |
|            | Урок анатомії доктора Тюльпа             | 1632      | 216,5×169,5 см, полотно, олія | Мауріцгейс, Гаага                      |
|            | Саскія як богиня рослин Флора            | 1634      | 125×101 см, полотно, олія     | Ермітаж, Санкт-Петербург               |
|            | Бенкет Валтасара                         | 1635/1639 | 209×167 см, полотно, олія     | Національна галерея, Лондон            |
|            | Покладання Христа в труну                | 1635      | 32×40,5 см, дерево, олія      | Художня галерея Хантера, Глазго        |
|            | Два павичі                               | 1639      | 145×135,5 см, полотно, олія   | Державний музей, Амстердам             |
|            | Портрет Агати Бас                        | 1641      | 104×82 см, полотно, олія      | Букінгемський палац, Лондон            |
|            | Нічна варта                              | 1642      | 437×363 см, полотно, олія     | Державний музей, Амстердам             |
|            | Христос і перелюбниця                    | 1644      | 83,8×65,4 см, дерево, олія    | Національна галерея, Лондон            |
|            | Сусанна і старці                         | 1647      | 76,5×92,8 см, дерево, олія    | Берлінська картинна галерея, Берлін    |
|            | Христос зцілює хворих                    | 1647—1649 | 27,8×38,8 см, суха голка      | Державний музей, Амстердам             |
|            | Христос в Еммаусі                        | 1648      | 68×65 см, дерево, олія        | Лувр, Париж                            |
|            | Голова Христа                            | 1648      | 25 × 21,5 см, полотно, олія   | Берлінська картинна галерея, Берлін    |
|            | Портрет Яна Сікста                       | 1654      | 112×102 см, полотно, олія     | Колекція Сікста, Амстердам             |
|            | Жінка купається                          | 1655      | 61,8×47 см, полотно, олія     | Національна галерея, Лондон            |
|            | Польський вершник                        | 1655      | 115×135 см, полотно, олія     | Колекція Фріка, Нью-Йорк               |
|            | Благословення Якова                      | 1656      | 211×178 см, полотно, олія     | Кассельська картинна галерея, Кассель  |
|            | Урок анатомії доктора Деймана (фрагмент) | 1656      | 100×134 см, полотно, олія     | Музей Амстердама, Амстердам            |
|            | Двоє молодих африканців                  | 1661      | 78×64,5 см, полотно, олія     | Мауріцгейс, Гаага                      |
|            | Змова Юлія Цивіліса                      | 1661/1662 | 196×309 см, полотно, олія     | Національний музей Швеції, Стокгольм   |
|            | Повірені гільдії сукнарів                | 1662      | 191,5×279 см, полотно, олія   | Державний музей, Амстердам             |
|            | Автопортрет в образі Зевксіса            | 1663      | 82,5×65 см, полотно, олія     | Музей Вальрафа-Ріхарца, Кьольн         |
|            | Автопортрет                              | 1665      | 114×94 см, полотно, олія      | Кенвуд-хаус, Лондон                    |
|            | Єврейська наречена                       | 1666      | 121,5×166,5 см, полотно, олія | Державний музей, Амстердам             |

## Галерея автопортетів

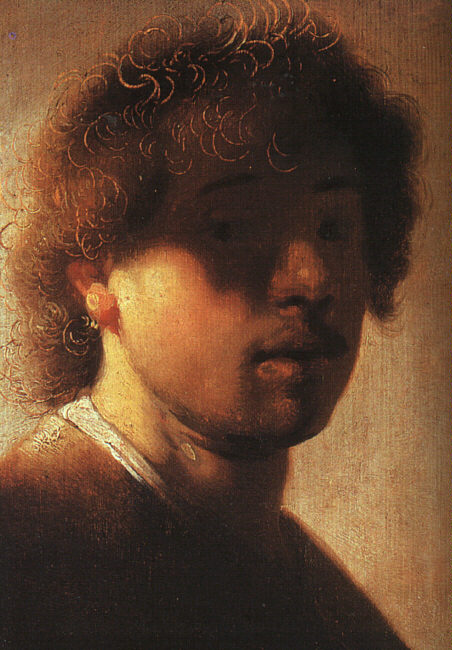
Молодий Рембрандт, бл. 1628, у 22-річному віці. Частково вправи у світлотіні. Рейксмузей.
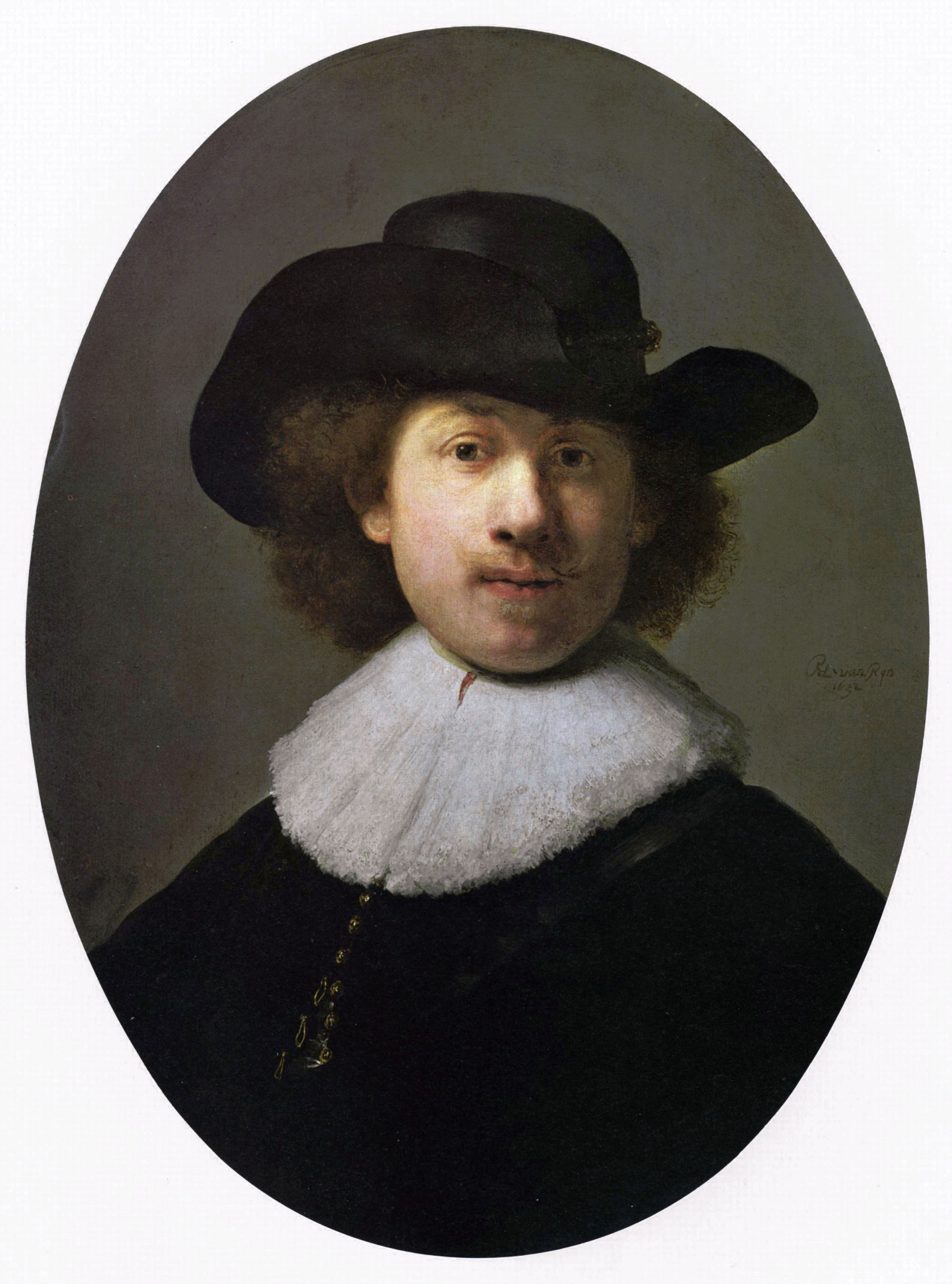
Рембрандт у 1632, коли він мав великий успіх як модний портретист у цьому стилі.
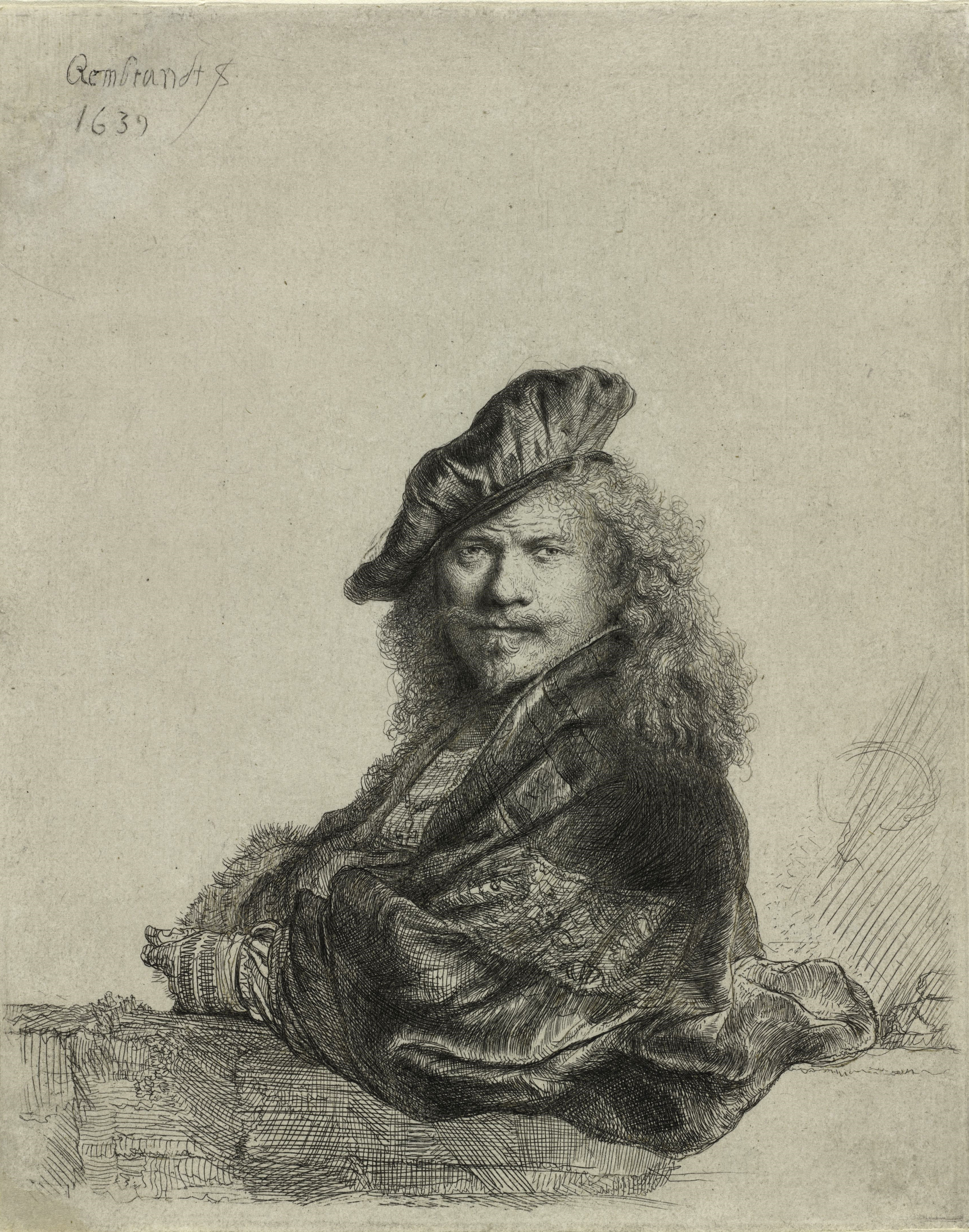
Автопортрет, спираючись на підвіконня, гравюра, 1639.
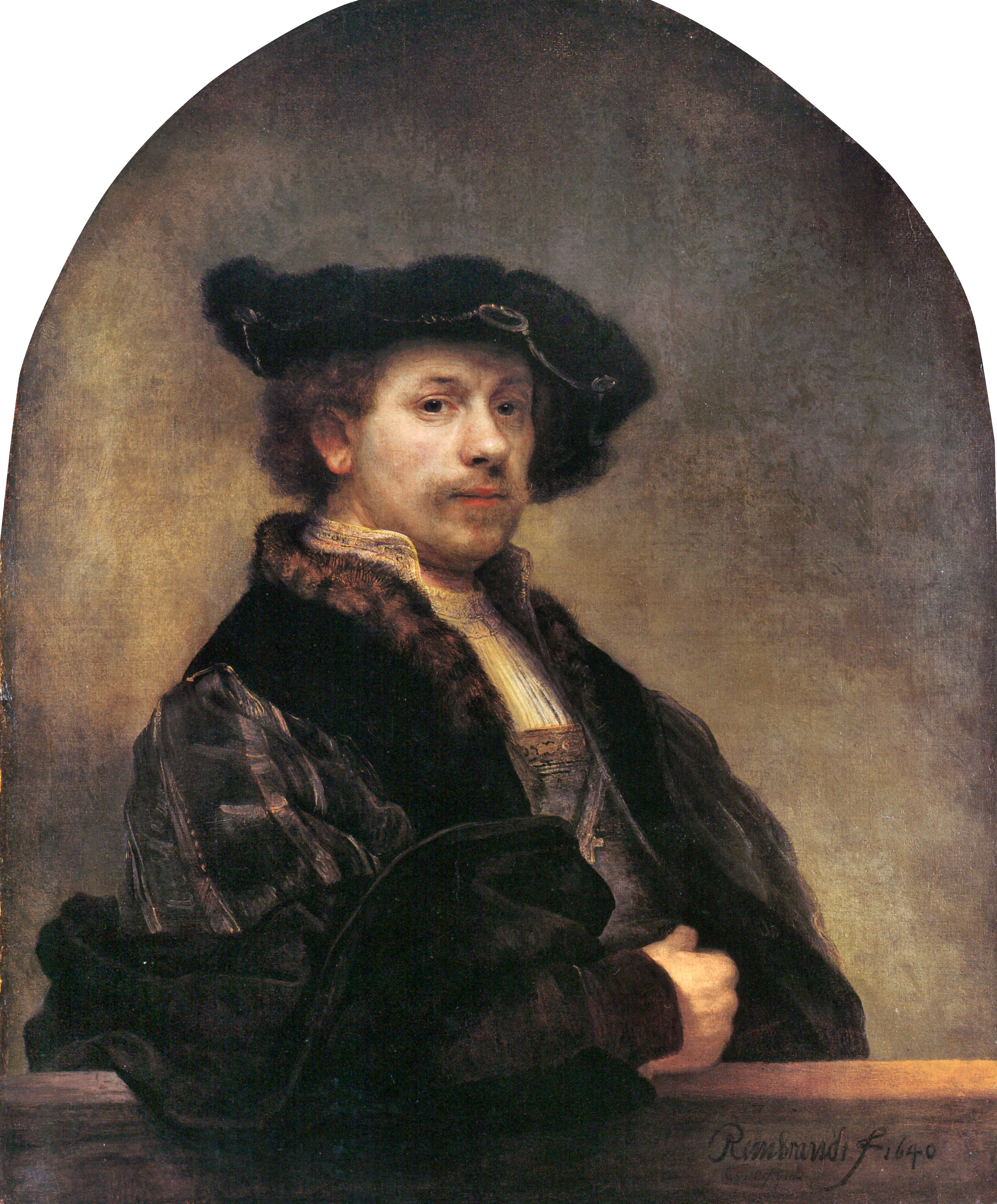
1640, в костюмі в стилі більше століття тому, Національна галерея, Лондон.
Автопортрет в береті з піднятим комірцем, 1659. Національна галерея мистецтв, Вашингтон.
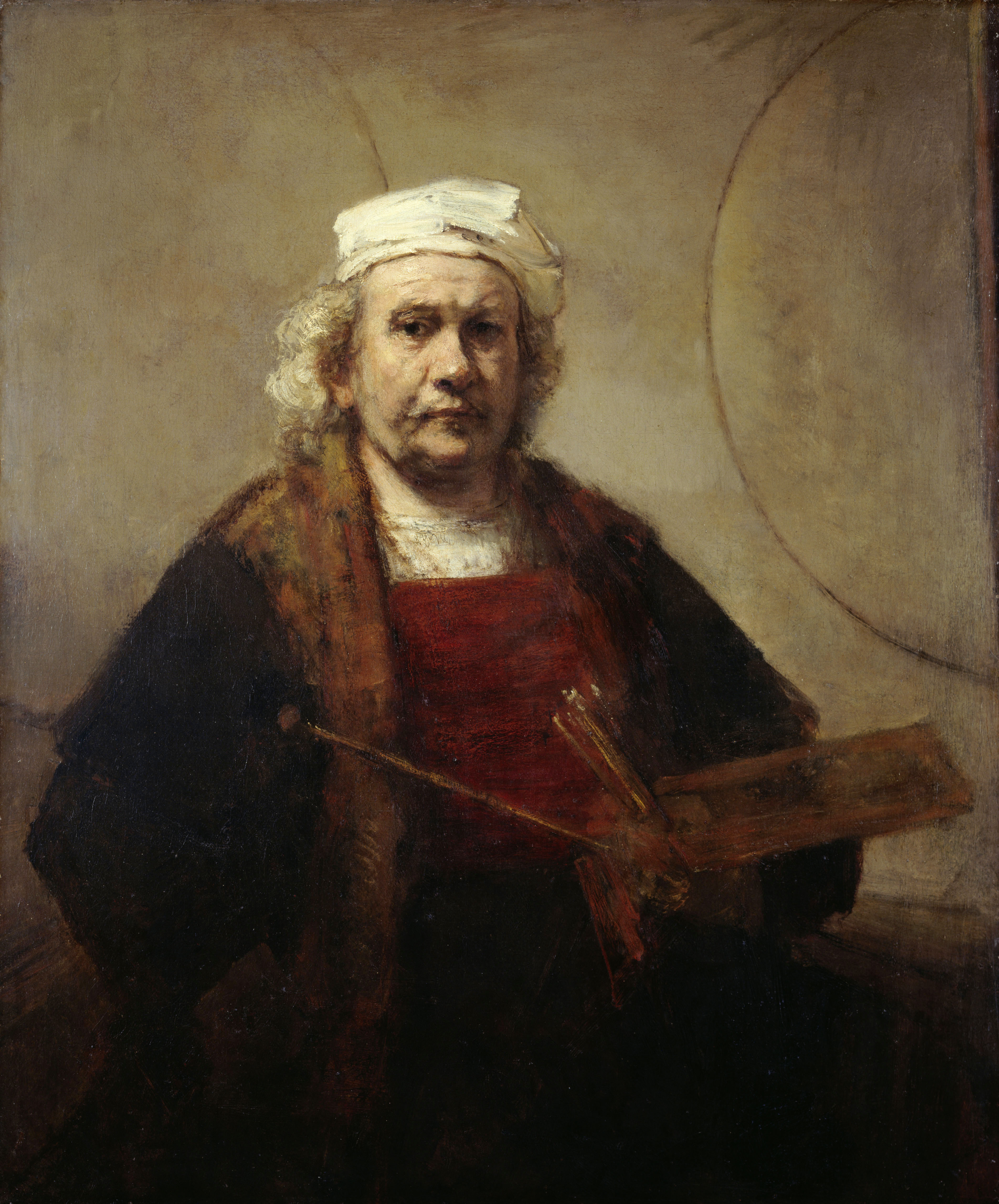
Автопортрет з двома колами, 1660. Кенвуд-хаус, Лондон.
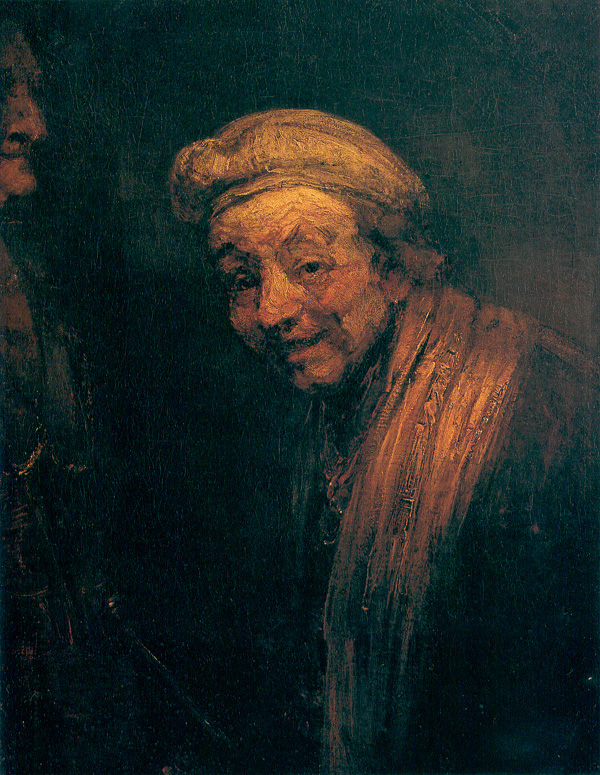
Автопортрет в образі Зевксіса, бл. 1662. Один з двох автопортретів, на яких Рембрандт розгорнутий ліворуч[42].
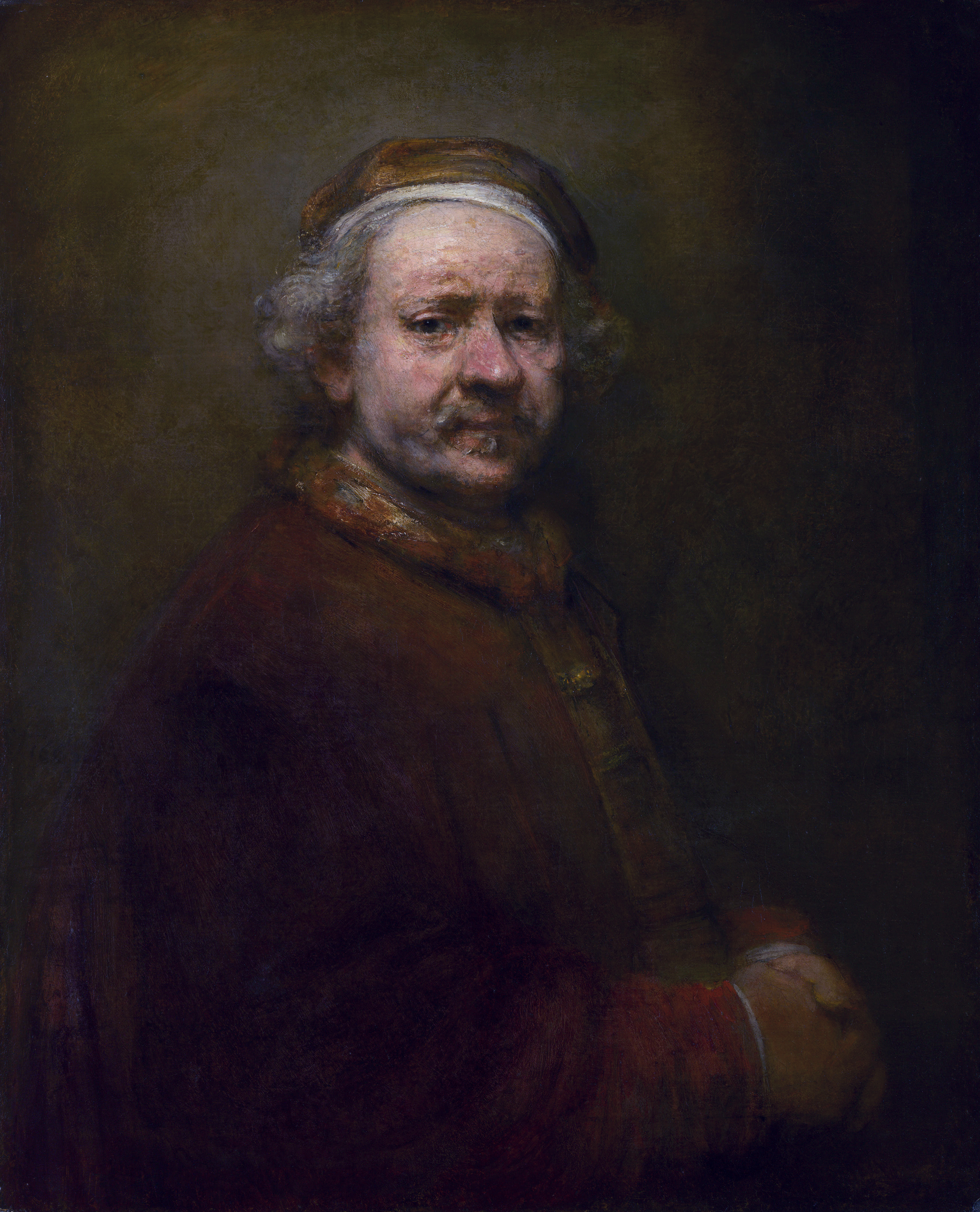
Датований 1669, роком смерті, хоча художник виглядає старшим на інших портретах. Національна галерея, Лондон.

## Вшанування пам'яті
У місті Кривий Ріг є вулиця Рембрандта.